# 홱보기

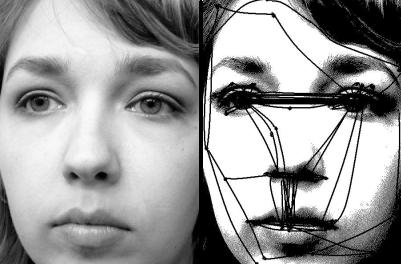
스캐닝 중 얼굴에 나타난 인간 눈의 홱보기 흔적

홱보기(saccade, /səˈkɑːd/, 프랑스어: [sakad]; 프랑스어로 '갑자기'라는 뜻) 또는 신속운동은 같은 방향으로 두 개 이상의 고정 단계 사이에서 양쪽 눈이 동시에 빠르게 움직이는 것이다. 이와 대조적으로, 부드런따라보기에서는 눈이 갑자기 움직이는 대신 부드럽게 움직인다.

## 같이 보기
- 눈 운동
- 부드런 따라보기
- 안뜰눈 반사
- 주시 반사
- 고정 (시각)
- 등가 신경지배에 대한 헤링의 법칙